# Pfarrkirche St. Ruprecht (Völkermarkt)

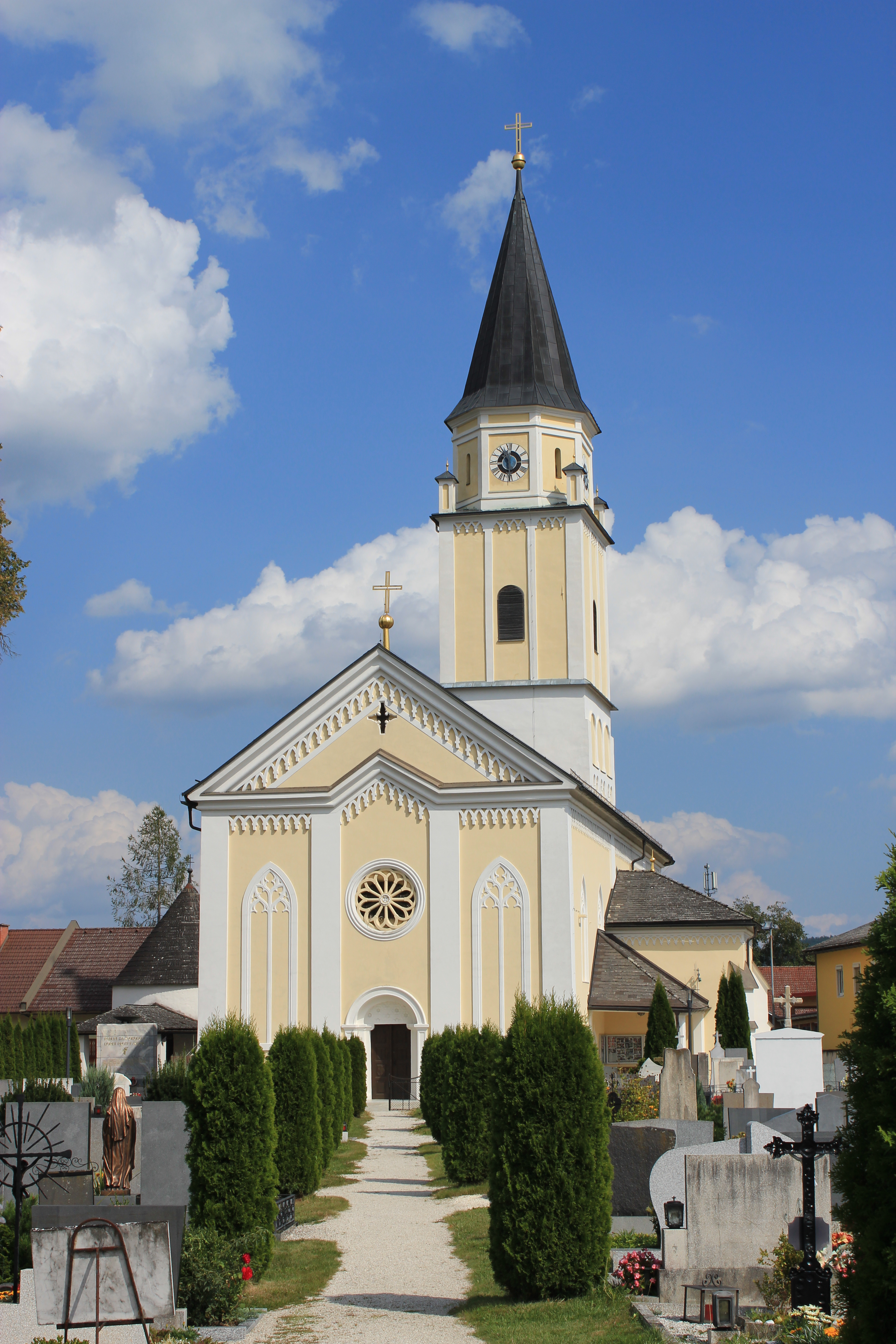
Westansicht

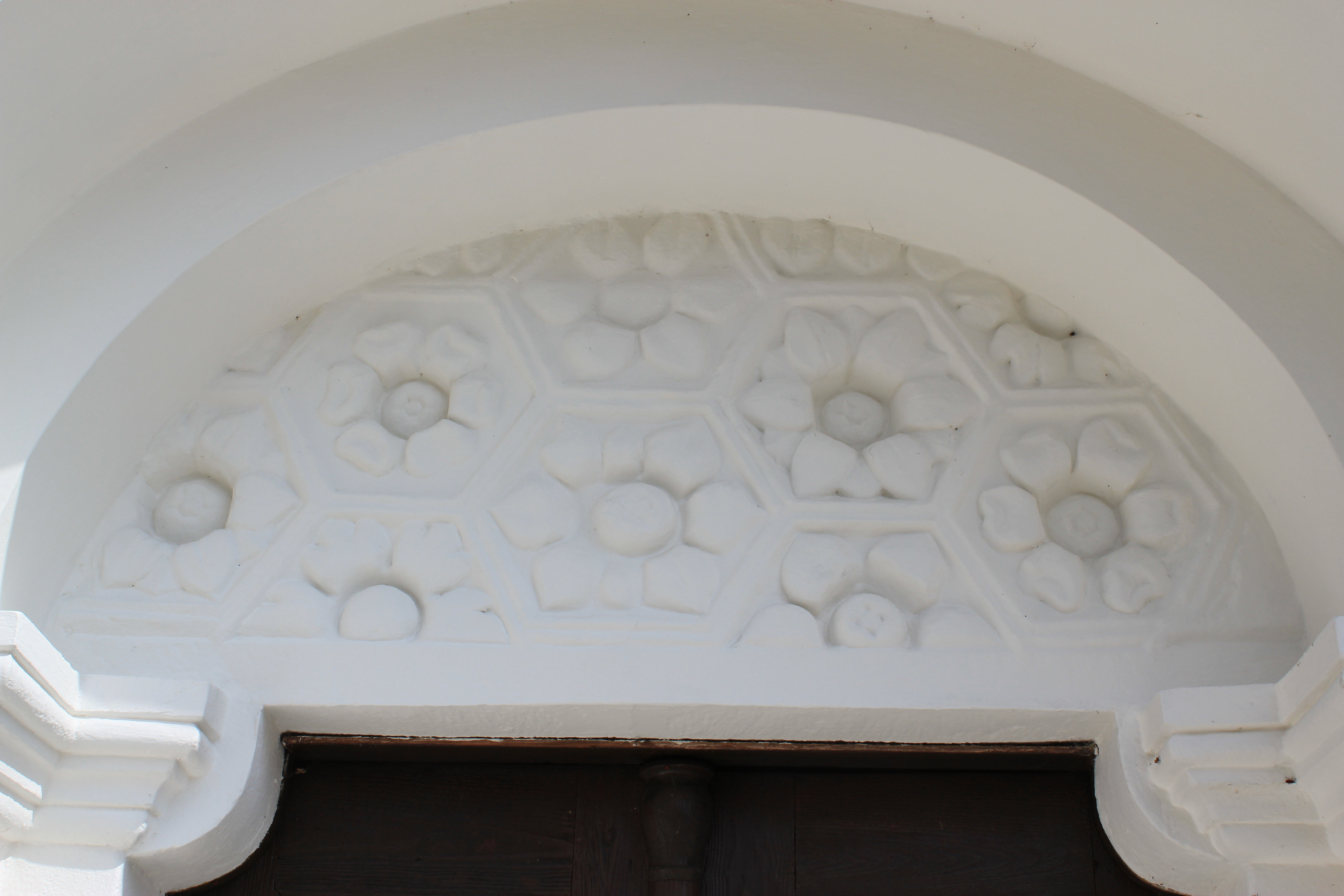
Tympanon

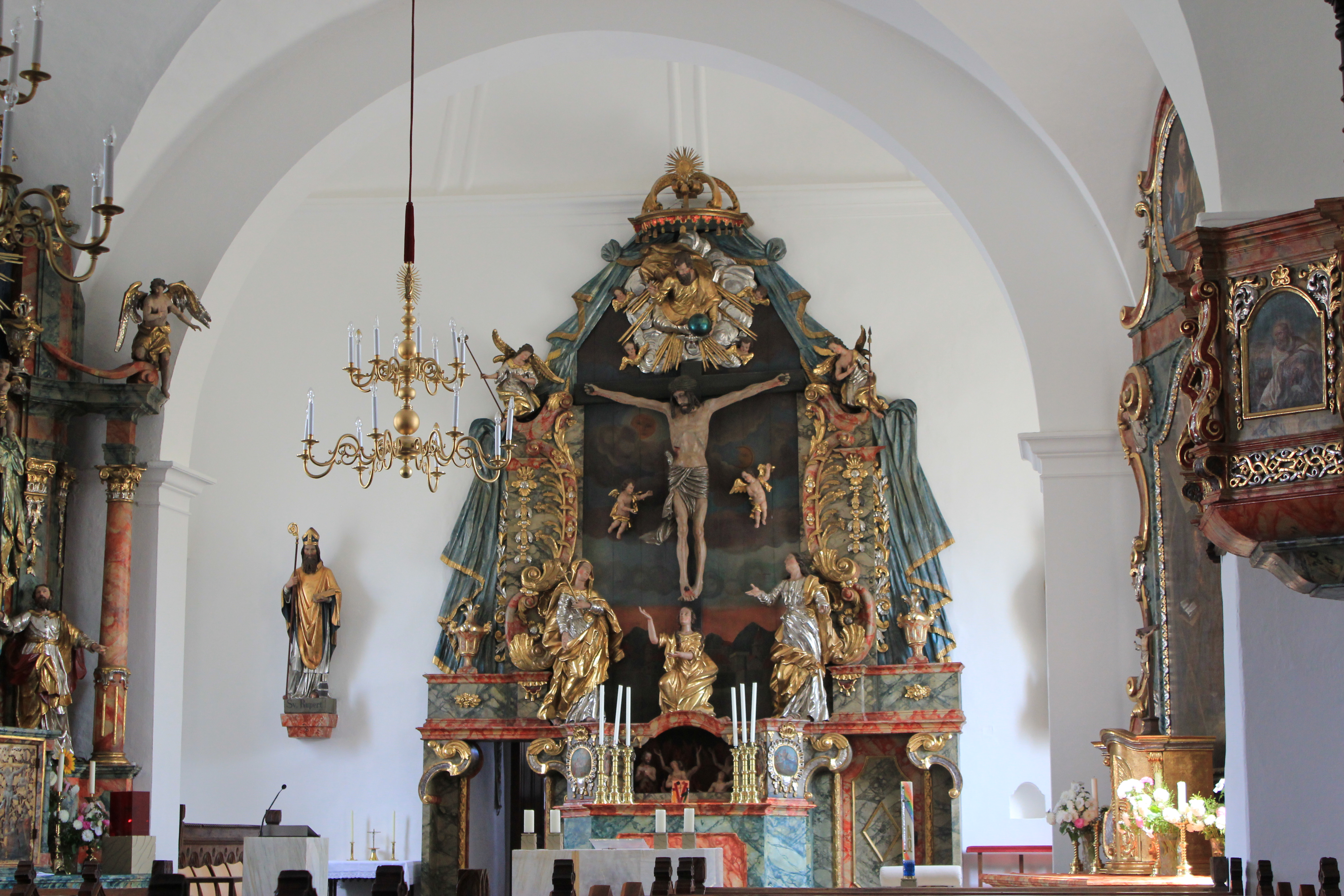
Innenansicht

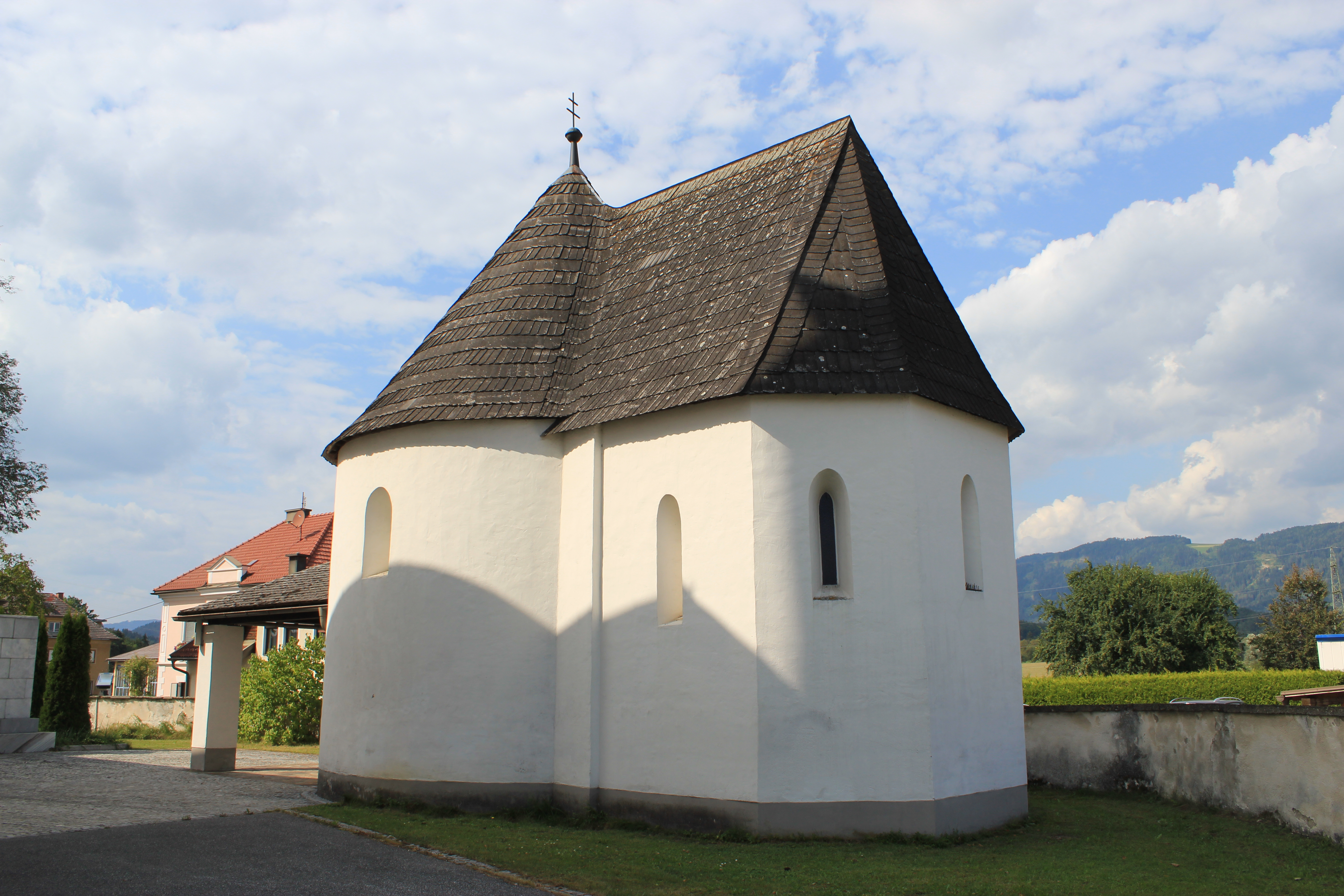
Karner

Die römisch-katholische Pfarrkirche St. Ruprecht steht nordwestlich der Altstadt von Völkermarkt. Sie ist von einem Friedhof umgeben. Die Kirche wurde vermutlich um 760 von Bischof Modestus gegründet. 1043 hatte die Kirche als Mutterpfarre der drei Hemmakirchen im Trixnertal Bedeutung. 1148 wird die Kirche als Sitz eines Archidiakons genannt. 1231 wurde von Erzbischof Eberhard II. in St. Ruprecht ein Kollegiatkapitel mit einem Propst und zwölf Kanonikern gestiftet, das um 1248 in die Stadtpfarrkirche St. Magdalena verlegt wurde. In der Folge der Türken- und Ungarneinfälle verlor die Kirche ihre Bedeutung und wurde zur Filialkirche. Seit 1798 ist St. Ruprecht Vorstadtpfarre.

## Baubeschreibung
Der romanische Bau des 12. und 13. Jahrhunderts ist durch die Erneuerungen des 18. und 19. Jahrhunderts geprägt. Der Chorturm weist bis zur halben Höhe die ursprüngliche Lisenengliederung und ein romanisches Blendbogenfries mit zwei Doppelblendbögen je Feld auf. Die darüber befindlichen, dreiteiligen Blendarkaden sind die heute vermauerten romanischen Schallfenster des Glockengeschoßes. Der achteckige Aufbau mit dem Spitzhelm nach oberitalienischem Muster wurden 1857 aufgesetzt. Die vier Glocken entstanden 1950 in der Glockengießerei Oberascher.
Das Langhaus wird durch breite Lisenen, einen neugotischen Blendbogenfries unter dem Dachgesims und neugotisches Blendmaßwerk über den rechteckigen barocken Fenstern gegliedert. Die Westfassade ist mit neugotischen Blend- und Radfenstern geschmückt. Im zweifach abgestuften, romanischen Westportal ist im Tympanon eine römerzeitliche, kassettierte Deckenplatte eines Grabbaus eingearbeitet. Der gotische Kapellenanbau mit Strebepfeilern an der Langhaussüdseite stammt aus dem 14. Jahrhundert, das profilierte, Kielbogenportal im Süden aus dem 15. Jahrhundert.
Das einschiffige Langhaus wird durch kräftige, eingezogene Pfeiler in vier Joche gegliedert. Ein fünftes Joch wurde als Altarraum abgetrennt und mit einer Halbkuppel versehen. Über dem Langhaus erhebt sich ein um 1800 entstandenes Tonnengewölbe mit Stichkappen. Im Dachboden darüber haben sich Trambalkenauflagen der ursprünglichen Flachdecke und romanischen Fensteröffnungen erhalten. Auf der Orgelempore über einem breiten Segmentbogen im westlichen Joch steht die 1886 von Martin Hohenberger gefertigte Orgel. Die südliche, einjochige Kapelle mit dreiseitiger Apsis besitzt ein tief herabgezogenes Kreuzrippengewölbe aus dem 14. Jahrhundert und Maßwerksfentster aus dem 19. Jahrhundert. Im Erdgeschoß des romanischen Chorturms mit Kreuzgratgewölbe und vier Spitzkappen ist die Sakristei. Die um 1470 entstandene Sakramentsnische an der Nordwand des Chorturms ist mit gemalten krabben- und maßwerkbesetzten Strebebögen und Pfeilern eingefasst. Im Tympanon der Nische befindet sich eine Vera-Icon-Darstellung.
Vier mittelalterliche Glasmalereien aus dem frühen 14. Jahrhundert von den Fenstern des ehemaligen Presbyteriums mit Darstellungen der Heiligen Rupert und Nikolaus, einer Strahlenkranzmadonna mit Kind aus der Mitte des 15. Jahrhunderts und einer um 1440/1450 entstandene heilige Dorothea mit Stifter befinden sich seit 1883 im Landesmuseum Klagenfurt.

## Ausstattung
Der Hochaltar wurde 1815/16 aus figuralen und ornamentalen Teilen des Seitenaltars aus der ehemaligen Augustinerkirche aus dem zweiten Viertel des 18. Jahrhunderts zusammengesetzt. Im Zentrum des Altars steht ein um 1510 gefertigtes Kruzifix.
Der linke Marienaltar entstand um 1750. Die Muttergottesstatue wird von den Statuen der heiligen Anna und Joachim flankiert. Die Tabernakeltür mit Kreuzigungsszene ist aus einer Metallplatte ausgeschnitten und bemalt. Auf dem rechten Seitenaltar ist das Altarblatt ein Leinwandbild des heiligen Antonius Abbas aus dem 20. Jahrhundert in einem barocken Rahmen.
Den neugotischen Altarschrein in der Seitenkapelle schuf 1910 Alois Progar. Die Reliefszene zeigt die Anbetung der Madonna durch den heiligen Aloysius, in der Predella ist ein Engel mit dem Schweißtuch Christi dargestellt. Im Gesprenge steht eine Schutzengelstatue.
Die Kanzel aus dem ersten Viertel des 18. Jahrhunderts ist in den Brüstungsfeldern mit den vier Evangelisten bemalt.
An Konsolfiguren besitzt die Kirche einen Erzengel Michael mit Seelenwaage aus dem 17. Jahrhundert sowie neugotische, 1874 von Alois Gapp geschaffene Figuren eines thronenden Christus als Weltenrichter und den heiligen Rupert und Virgil. Das Ölbild des heiligen Franziskus mit Kruzifix stammt aus dem 19. Jahrhundert. Die Kreuzwegbilder nach Josef von Führich im Nazarenerstil entstanden 1909 in der Kunstanstalt Franz Gottwald. Das Betgestühl im Langhaus fertigte 1897 Franz Filatsch, den Beichtstuhl 1910 Martin Vehovec. Das Heilige Grab mit Felsengrotte, dem geschnitzten Leichnam Christi und zwei gemalten Grabwächter-Figuren schuf 1895 Ludwig Grilc.
An der Langhauswestwand befindet sich der um 1283 entstandene Wappengrabstein des Friedrich Poechel von Rechberg.

## Karner
Der Karner nördlich der Kirche ist ein spätromanischer Rundbau mit einer ursprünglich hufeisenförmigen Apsis, die Anfang des 14. Jahrhunderts durch einen gotischen Chor mit Lanzettfenstern ersetzt wurde. Darin befindet sich die Michaelskapelle, die 1339 ihre erstmals urkundlich erwähnt wird. Heute dient sie als Soldatengedenkstätte.